# Ворошиловський проспект (Ростов-на-Дону)
Ворошиловський проспект (рос. Ворошиловский проспект) — один із центральних проспектів міста Ростова-на-Дону; з півночі примикає до площі Гагаріна, своїм південним кінцем виходить на Ворошиловський міст через Дон. Номери будинків збільшуються з півдня на північ.

## Історія
Проспект названий на честь Климента Єфремовича Ворошилова — радянського воєначальника, державного і партійного діяча.
Раніше називався Великий проспект, а з 1912 року — Великий Столипінський проспект.